# Гринвелл, Эмма
Э́мма Гри́нвелл (англ. Emma Greenwell, род. 14 января 1989) — американская актриса и модель. Наиболее известна по роли Мэнди Милкович в сериале «Бесстыжие».

## Биография
Гринвелл родилась 14 января 1989 года в городе Гринуич, Коннектикут, США. У неё имеются французские корни от матери Кэролайн и английские от отца. Несмотря на то, что она всегда хотела быть актрисой, она не бралась за это, пока не окончила старшую школу.
Дебютным проектом для Гринвелл стал телесериал «Бесстыжие», где она заменила актрису Джейн Леви исполнявшую роль Аманды «Мэнди» Милкович. Из-за затянувшихся съëмок, актрисе пришлось на девять месяцев забыть о возвращении в Лондон и искать жильё в Чикаго.
С 2022 года активно развивается как модель.

## Личная жизнь
С 2011 по 2014 года встречалась с актёром Джереми Аллен Уайтом. Гринвелл состоит в отношениях, а также у неё имеется дочь.

## Фильмография
| Год       |    | Русское название                    | Оригинальное название             | Роль            |
| --------- | -- | ----------------------------------- | --------------------------------- | --------------- |
| 2012      | с  | Настоящая кровь                     | True Blood                        | Клодия          |
| 2012—2016 | с  | Бесстыжие                           | Shameless                         | Мэнди Милкович  |
| 2013      | ф  | Паства Святого духа                 | Holy Ghost People                 | Шарлотта        |
| 2014      | с  | Закон и порядок: Специальный корпус | Law & Order: Special Victims Unit | Элли Портер     |
| 2015      | ф  | Смелость быть диким                 | Dare to Be Wild                   | Мэри Рейнольдс  |
| 2016      | ф  | Гордость и предубеждение и зомби    | Pride and Prejudice and Zombies   | Кэролайн Бингли |
| 2016—2018 | с  | Путь                                | The Path                          | Мэри Кокс       |
| 2016      | ф  | Любовь и дружба                     | Love & Friendship                 | Кэтрин Вернон   |
| 2018      | мс | Глубокий космос 69                  | Deep Space 69                     | Кристалл        |
| 2018      | с  | Ладья                               | The Rook                          | Миванви Томас   |
| 2019      | ф  | Гремучая змея                       | Rattlesnake                       | Эбби            |